# Evangelisatiegebouw (Deventer)
Het Evangelisatiegebouw, ook wel de Hervormde kapel, is een voormalige kerk in Deventer. De kerk is in de jaren 1890-1893 gebouwd voor de Hervormde Kerk Rehoboth. Voor de bouw van de kerk is grond aangekocht van de gemeente Deventer. De grond was voorheen gebruikt voor de fundering van de Noordenbergtoren en gedeeltelijk als bedding van de gracht. In 1973 is het gebouw door de Gereformeerde Kerken vrijgemaakt aangekocht. Tot 2009 heeft het gebouw als kerk gefungeerd, om daarna andere functies te huisvesten.

## Beschrijving
Het gebouw bestaat uit een zaalkerk met daarnaast een catechisatielokaal, kosterswoning en een bestuurskamer. De architect was waarschijnlijk J.A. Mulock Houwer. Hij heeft het gebouw ontworpen in neorenaissancestijl. Zowel de noordelijke als oostelijke straatgevel hebben een middenrisaliet met tuitgevel. De kosterswoning heeft een klein torentje.
Aan de binnenzijde bevinden zich in de zaalkerk originele onderdelen zoals de preekstoel. Het geheel is in 1999 ingeschreven als rijksmonument, met uitzondering van het achterdeel van het orgel.